# Удача (мультфільм)
«Везіння» (англ. Luck) — американський комп'ютерний повнометражний анімаційний мультфільм 2022 року, створений Apple Original Films спільно зі Skydance Animation.
Режисером виступила Пеггі Холмс, а сценаристом Кіл Мюррей у співавторстві з Джонатаном Айбелом та Глінном Бергером. Сюжет оснований на концепції Ребекі Карраско, Хуана Де Діоса та Хуліана Ромеро.
Прем'єра мультфільму відбулася 5 серпня 2022 року на Apple TV+, а також у деяких кінотеатрах США.
Фільм отримав змішані відгуки від критиків із похвалою за озвучку та анімацію, але критикою за побудову світу та сюжет.

## Сюжет
Сем Грінфілд — невдачлива вісімнадцятирічна дівчина-сирота, яка тільки недавно почала жити самостійно, на превелике розчарування своєї молодшої подруги Хейзел, яку скоро повинні удочерити. Одного разу вночі, розділивши паніні з чорним котом, вона знаходить пенні, який сподівається віддати Хейзел за її колекцію талісманів вдачі, які допоможуть їй знайти сім'ю. Наступного дня Сем зауважує, що завдяки пенні вона стала щасливою. Однак невдовзі вона випадково спускає його в унітаз. Після чого весь фільм його шукає.

## У ролях
| Актор             | Роль                                                |
| ----------------- | --------------------------------------------------- |
| Ева Ноблезада     | Сем                                                 |
| Саймон Пегг       | Боб                                                 |
| Джейн Фонда       | дракониха Мала                                      |
| Вупі Голдберг     | Капітан                                             |
| Флула Борг        | єдиноріг Джефф                                      |
| Ліл Рел Говері    | Марвін                                              |
| Колін О'Донох'ю   | лепрекон Джеррі                                     |
| Джон Ратценбергер | Корінь                                              |
| Грей ДеЛайл       | Місіс Рівера / Сірша / Бос депо пенні / інші голоси |
| Сьюзі Накамура    | соцпрацівник                                        |
| Кваку Фортуна     | Ґел                                                 |
| Аделінн Спун      | Гейзел                                              |
| Нік Терстон       | прийомний батько Гейзел                             |
| Кріс Еджерлі      | друкуючий Кролик                                    |
| Мо Ірвін          | свинячий бригадир                                   |
| Фред Таташор      | Квінн / Фред / інші голоси                          |

### Анімація
Анімація була надана Skydance Animation Madrid (раніше Ilion Animation Studios), а також була зроблена в Лос-Анджелесі та Коннектикуті. Частина виробництва вироблялася віддалено під час пандемії COVID-19.

### Саундтрек
Таня Донеллі та Маунт Джой спочатку були залучені для написання партитури до фільму, тоді як Вільям Дж. Капарелла був провідним редактором. Однак 15 листопада 2021 було оголошено, що композитор Джон Дебні замінить їх на посаді композитора. Єва Ноблесада записала кавер-версію пісні Lucky Star з додатковим вокалом Алани Да Фонсекі, і вона ввійшла у саундтрек, що вийшов разом з фільмом, завдяки лейблу Milan Records.

## Реліз
Спочатку мультфільм повинен був вийти в прокат 19 березня 2021, але був відкладений до 18 лютого 2022, а пізніше до його поточної дати виходу — 5 серпня 2022.

## Відгуки

### Критика
На сайті-агрегаторі рецензій Rotten Tomatoes мультфільм має оцінку критиків 5,3/10 із 98 відгуків критиків і 3,7/5 на основі оцінок аудиторії.
Metacritic, який використовує середньозважене значення, привласнив фільму оцінку 48 зі 100 на основі 21 критика, що означає «змішані або середні відгуки».
На агрегаторі-оцінок IMDB мультфільм має рейтинг 6.3/10 на основі 4544 користувальницьких оцінок.
Пітер Бредшоу з The Guardian оцінив фільм на дві зірки з п'яти, описавши сценарій як «абсолютно безглуздий та спотворений».